# Partizdat
Partizdat (Партиздат), skrót od partyjne wydawnictwo (Партийно издателство) – wydawnictwo Komitetu Centralnego Bułgarskiej Partii Komunistycznej działające w latach 1944–1991.
Przedsiębiorstwo zostało założone 18 listopada 1944. Rocznie publikowało 250 nowych tytułów książek, m.in. w następujących seriach wydawniczych: „Polityka międzynarodowa”, „Wiedza ekonomiczna”, „Czytanie historii”, „Archiwa z żywymi” oraz „Wiek i kultura”. Zostało zamknięte w 1991.

## Siedziba
Siedziba wydawnictwa mieściła się w Sofii, na bulw. Ruski („Руски“) 7, obecnie bulw. Car Oswoboditel (бул. „Цар Освободител“). 